# Không lực chiến thuật

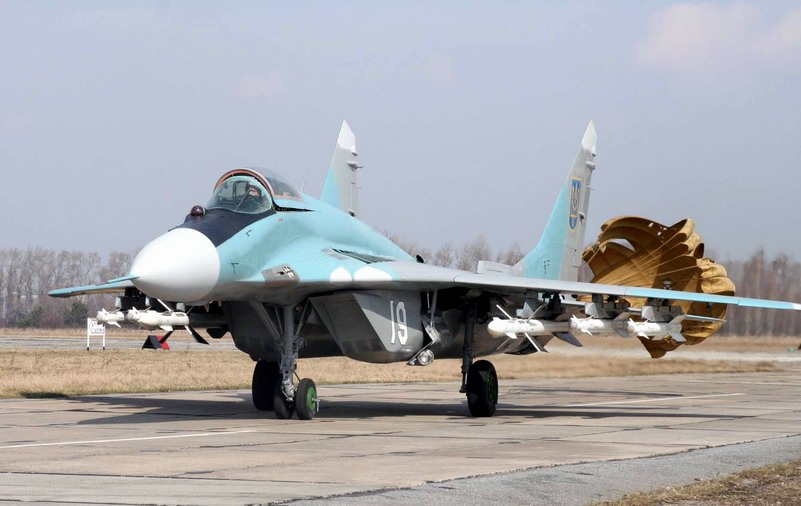
MiG-29

WMượng không quân các quốc gia Khối thịnh vượng chung Anh sử dụng trong những giai đoạn cuối của Chiến tranh thế giới thứ hai để chỉ các đội hình có hơn một liên đoàn khu trục cơ. Một không lực chiến thuật được sử dụng nhằm ý đồ thống lĩnh bầu trời và thực hiện các sứ mệnh tấn công mặt đất. Không giống như các không lực mang số (numbered air force) của Không lực Lục quân Hoa Kỳ, các không lực chiến thuật không bao gồm các oanh tạc cơ hạng nặng và oanh tạc cơ chiến lược.
Bốn không lực chiến thuật là:
- Đệ nhất Không lực Chiến thuật Úc
- Không lực Sa mạc (Desert Air Force) - Bắc phi và sau này Ý
- Đệ nhị Không lực Chiến thuật Không quân Hoàng gia Anh - Bắc Âu
- Đệ tam Không lực Chiến thuật Không quân Hoàng gia Anh - Nam Á